# Icius jacksoni
Espèce
Icius jacksoni est une espèce d'araignées aranéomorphes de la famille des Salticidae.

## Distribution
Cette espèce est endémique du Cap-du-Nord en Afrique du Sud,. Elle se rencontre vers Sendelingsdrift.

## Description
La carapace du mâle holotype mesure 1,7 mm de long sur 1,3 mm et l'abdomen 1,3 mm de long sur 1,1 mm.

## Systématique et taxinomie
Cette espèce a été décrite par Haddad et Wesołowska en 2024.

## Étymologie
Cette espèce est nommée en l'honneur de Robert Ray Jackson.

## Publication originale
- Haddad & Wesołowska, 2024 : « On some new and poorly-known Chrysillini from arid western South Africa (Araneae, Salticidae). » African Invertebrates, vol. 65, no 2, p. 127-159 (texte intégral).